# 輸墩計算法
輸墩計算法，是橋牌中一種衡量手牌價值的技巧，主要用於計算聯手打有將定約時可能要失去的墩數。

## 計算方法
一門花色中若有3張或更長，前3張中不是頂張大牌的牌為輸墩
一門花色中若有2張，不是控制張的牌為輸墩
一門花色若只有1張，不是A的牌就是輸墩
可以看見：大牌點愈多，輸墩愈少；大牌點愈少，輸墩愈多；牌型愈平均，輸墩愈多；牌型愈不平均，輸墩愈少。
也可以知道一手牌最多12輸墩，因此兩手牌最多24輸墩；從24減去聯手輸墩之和就可得出聯手一般能拿多少墩。

### 可以使用的情況
當兩手牌有4-4、5-3或以上的配合或開叫花色時就可以用上面的輸墩計算法。

### 調整
當手中有較多的J時，由於J被視作一個輸墩，因此這一手牌看上去會有較多的輸墩，但實際上要輸的墩數可能沒那麼多，因此手中有3張或更多的J時，可以減去一個輸墩。
同樣：
- 在同伴叫過的花色上有單張K、雙張Qx或有雙張或以上帶J時，可以減去一個輸墩。
- 發現將牌僅有8張且缺少兩張或全部頂張大牌時，應該增加一個輸墩。
- 手中沒有A時應該增加一個輸墩。